# Stephen Wiltshire
Stephen Wiltshire (Gran Londres, 24 d'abril de 1974) és un artista i arquitecte britànic i autista savant. És conegut per la seva capacitat per dibuixar un paisatge de memòria després de veure'l només una vegada. La seva obra ha guanyat popularitat arreu del món.
El 2006 va ser nomenat membre de l'Ordre de l'Imperi Britànic (MBE) pels serveis a l'art. El mateix any, va obrir una galeria permanent al Royal Opera Arcade de Londres.

## Primers anys
Stephen Wiltshire va néixer a Londres, Anglaterra, el 1974, fill de pares caribenys; el seu pare, Colvin, era natural de Barbados i la seva mare, Ginebra, era natural de Santa Llúcia. Va créixer a Little Venice, Maida Vale, Londres. Als tres anys li van diagnosticar autisme. El mateix any, el seu pare va morir en un accident de moto.
Quan tenia cinc anys, va entrar a la Queensmill School de Londres, on va expressar el seu interès per dibuixar. Les seves primeres il·lustracions representaven animals i cotxes; encara li interessa molt els cotxes nord-americans i es diu que té un coneixement enciclopèdic d'ells.
Quan tenia prop de set anys, Wiltshire va quedar fascinat amb els esbossos d'edificis emblemàtics de Londres. Després de veure un llibre d'imatges que mostraven les devastacions provocades pels terratrèmols, va començar a crear dibuixos arquitectònics detallats de paisatges urbans imaginaris. Va començar a comunicar-se a través del seu art. Els instructors de l'escola Queensmill s’enfrontarien a la seva manca d'habilitats comunicatives verbals traient-li temporalment les seves eines d'art, de manera que es veiés obligat a aprendre a demanar-los. Stephen va respondre fent sons i finalment va pronunciar la seva primera paraula: "paper". Els seus mestres van fomentar el seu dibuix i, amb la seva ajuda, Wiltshire va aprendre a parlar plenament a l'edat de nou anys.
Al juny del 2015, Lucy Ash de la BBC va escriue: "Aviat la gent fora de l'escola va començar a notar el regal de Stephen i als vuit anys va tindre el seu primer encàrrec: un esbós de la catedral de Salisbury, per l'exprimer ministre Edward Heath". Quan tenia deu anys, Wiltshire va traçar una seqüència de dibuixos de punts de referència de Londres, un per a cada lletra, que va anomenar "Alfabet de Londres".
El 1987, va formar part del programa de la BBC The Foolish Wise Ones. Drawings, una col·lecció de les seves obres, es va publicar aquell mateix any.
Entre 1995 i la seva graduació el 1998, va assistir a la City and Guilds of London Art School de Kennington, Lambeth, al sud de Londres.

## Carrera
Wiltshire pot mirar un tema una vegada i després dibuixar-ne una imatge precisa i detallada d'aquest. Sovint dibuixa ciutats senceres de memòria, sobrevolant-les en breus viatges en helicòpter. Per exemple: va realitzar un dibuix detallat de quatre quilòmetres quadrats de Londres després d'un únic viatge en helicòpter per sobre d'aquesta ciutat. El seu dibuix de 305 quilòmetres quadrats de Nova York el va plasmar després d'observar la ciutat en l'helicòpter en vint minuts. També dibuixa escenes de ficció, per exemple, la catedral de Saint Paul envoltada de flames.

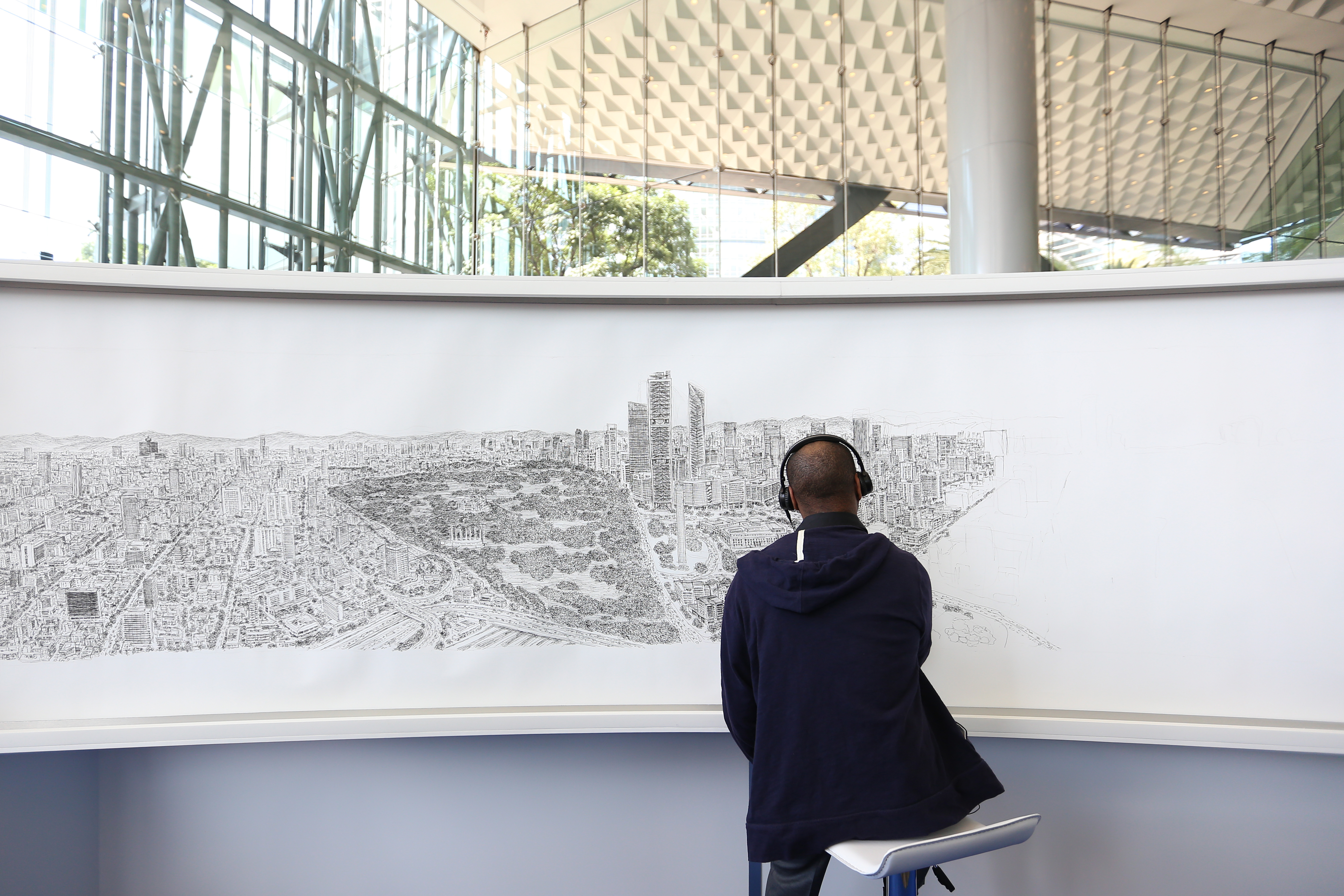
Stephen dibuixant un paisatge de la Ciutat de Mèxic

Els seus primers llibres inclouen Drawings (1987), Cities (1989), Floating Cities (1991) i American Dream (1993). Floating Cities va ser el número 1 de la llista de best-sellers del Sunday Times.
El 2003, a la galeria Orleans House del Twickenham, Londres, es va celebrar una retrospectiva del seu treball, "Not a Camera: the Unique Vision of Stephen Wiltshire".
El maig de 2005, va produir el seu dibuix de memòria panoràmica més llarg de Tòquio en un llenç de 10 metres de llarg durant els set dies següents d'un viatge en helicòpter per la ciutat. Des de llavors ha dibuixat Roma, Hong Kong, Frankfurt, Madrid, Dubai, Jerusalem i Londres sobre llenços gegants. En el dibuix de la ciutat de Roma, la va il·lustrar amb tan gran detall que va posar el nombre exacte de columnes al Panteó.
A l'octubre de 2009, Wiltshire va completar l'últim treball de la sèrie de panoràmiques, un dibuix 5,5 metres i de memòria de la seva "casa espiritual", la ciutat de Nova York. Després d'un viatge en helicòpter de 20 minuts per la ciutat, va esbossar Manhattan, la costa del riu Hudson a Nova Jersey, el Districte Financer, l'Ellis Island, l'Estàtua de la Llibertat i Brooklyn durant cinc dies al Pratt Institute, una universitat d'art i disseny de la ciutat.
El 2010, va fer una panoràmica de Sydney per recaptar fons i conscienciar sobre el Autism Spectrum Australia (Aspect). Va visitar la Bermuda National Gallery, on la venda del seu dibuix donat de Hamilton va recaptar més de 22.000 dòlars. Al juny del 2010, Christie's subhastar seva pintura a l'oli Times Square at Night.
Wiltshire va començar una gira per la Xina el setembre del 2010, amb un primer projecte que el va portar a Xangai.
Un dels seus grans projectes el fa fer el 2011 a la ciutat de Nova York, i va implicar la creació d'un dibuix de memòria panoràmica de 76 metres de llarg de la ciutat, que ara es mostra en una tanca publicitària gegant en l'Aeroport Internacional John F. Kennedy. És part d'una campanya publicitària global del banc suís UBS que porta el tema "No descansarem".

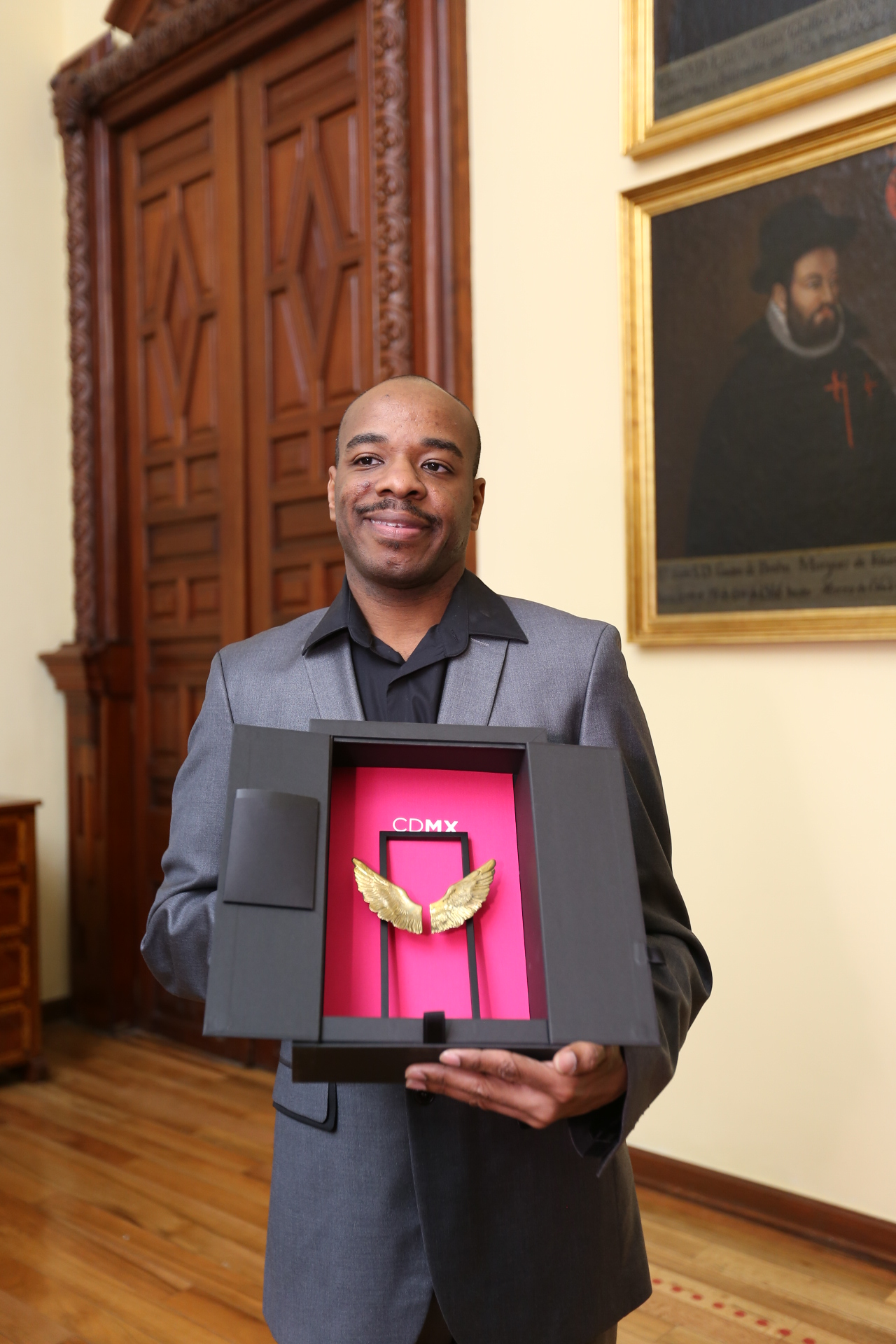
Cerimònia de Visitant Distingit a Stephen

El juliol de 2014, va dibuixar el panorama urbà aeri de Singapur de memòria després d'un breu viatge en helicòpter, trigant cinc dies a completar l'obra d'1x4 m. L'obra es va presentar al president Tony Tan com a regal de la Singapore Press Holding (SPH) a la nació amb motiu del 50è aniversari de Singapur el 2015, i s'exhibirà a la Galeria de la Ciutat de Singapur, centre de visitants de l'autoritat de planificació urbana de país, Urban autoritat de reurbanització.
El llargmetratge documental de Stephen Wiltshire titulat Billions of Windows es va estrenar a Londres el 13 de novembre del 2019.

## Reconeixement
El treball de Wiltshire ha estat objecte de molts documentals de televisió. El neuròleg Oliver Sacks va escriure sobre ell en un capítol sobre prodigis en el seu llibre An Anthropologist on Mars.
El 1989, Wiltshire va aparèixer a la portada de la revista You amb l'actor Dustin Hoffman, que havia interpretat l'autista savant Raymond Babbitt a la pel·lícula guanyadora de l'Oscar de 1988, Rain Man, que Wiltshire considera una de les seves pel·lícules preferides. El 15 de febrer de 2008, l'ABC News el va nomenar Persona de la setmana.
El juliol de 2009 va actuar com a ambaixador del Children's Art Day al Regne Unit.
El 2011, va ser nomenat membre honorari de la Society of Architectural Illustration (SAI). El gener de 2015, també va ser nomenat membre honorari de la Scottish Society of Architect Artists.